# Euphrosina Heldina von Dieffenau
Euphrosina Heldina von Dieffenau, i Sverige ofta kallad Jungfru Heldina eller Heldin, död 1636, var en svensk hovfunktionär. 
Hon blev hovjungfru hos Katarina Karlsdotter Vasa 1590. Efter Katarinas mors död fick hon ansvaret för Katarinas uppfostran som hennes fostermor, och de hade därefter en mycket nära relation och behöll kontakten till Heldins död, ibland brevledes. Efter sitt giftermål stannade hon kvar vid hovet som Katarinas hovmästarinna. Heldin var uppskattad vid hovet. Till skillnad mot vad som var vanligt bland kvinnliga medlemmar i den svenska adeln under denna tid kunde hon tala den tidens internationella språk, latin, och fick därför öva läsning och bön för tronföljaren, den framtide Gustav II Adolf, och konversera sändebud och ambassadörer. Hon framhölls under sin samtid som ett exempel och ett ideal för andra adelskvinnor. 
Hon förlänades 1617 ett stort antal gårdar. Hon gifte sig med en tysk officer i svensk tjänst.  